# 犯罪生物学
犯罪生物学（はんざいせいぶつがく、英: Biosocial criminology）は、犯罪の原因を生物学的に探求する学問を指す。
古典的なところでは、チェーザレ・ロンブローゾによる解剖学的、人類学的研究を祖とする。

## おもな犯罪生物学者の業績

### チェーザレ・ロンブローゾ
- A: 隔世遺伝 犯罪者の身体的な特徴及び異常は、先祖返り的に現出する。
- B: 骨相学 頭蓋骨の特徴。断崖のような前額など。
- C: 身体的特徴 斜眼、三白眼など、目の特徴。直立耳、尖り耳など、耳の特徴。指の奇形など。

そのほか、利き手の関係や発毛の程度など、あらゆる側面を検討した。

### エルンスト・クレッチマー
クレッチマーは「体格と性格」の中で、おおよそ犯罪者の傾向を次のように分類した。
- A: 細身型 分裂気質・窃盗犯が多い。
- B: 闘士型 粘着気質・対人犯罪、性犯罪が多い。
- C: 肥満型 循環気質・詐欺犯が多い。

### 吉益脩夫
日本の吉益は双生児と犯罪の関係について研究し、罪を犯した一卵性双生児はおおよそ25歳未満で犯罪に陥る早発型であって、遅発型は稀であるということを突き止めた。

### リチャード・ルイス・ダグデール
ダグデールは犯罪者が集中する一族を「犯罪家族」とし、アメリカのジューク家について研究を行った。ジューク家の親族である6名が同時期に同じ刑務所へ収容されていたことから、一族と犯罪の関係を検討したところ、過去1200名の一族中、140名が犯罪者であったという。
この成果は、アーサー・ハワード・エスタブルック（Arthur Howard Estabrook）により引き継がれ、ジューク一族2094名に対象を広げたところ、犯罪者は140人であった。

## 犯罪生物学の現況
おおよそ、犯罪生物学派が示した業績の多くは、その整合性を否定されているが、犯罪精神医学分野での業績では精神鑑定などの分野で応用されている部分が多く、また遺伝的要因、双生児研究など、現在でも支持されている一面も多い。
精神鑑定などでは「既往症」「生活歴」などを示すのは、こうした犯罪生物学的側面を有しているからである。

## 栄養と犯罪
偏食を始めとする不適切な食生活が犯罪の要因となっているとする研究がある。
「キレやすい子供はカルシウムが不足している」というものがそのステレオタイプの代表格であるが、「犯罪者の98％はパンを食べている」と言う有名なジョーク（→「DHMOは、犯罪者の血液や尿から大量に検出される」とも）が存在することからもわかるように、その因果関係は明確に立証されてはいない。

### トゥインキー・ディフェンス
トゥインキーの抗弁も参照。

1978年11月27日に当時のサンフランシスコ市長ジョージ・モスコーネと市議会議員ハーヴェイ・ミルクが殺害される事件（ホワイト・ケース）が発生した。この事件の裁判で弁護人の「日頃、健康に気をつけている被告人がジャンクフードの過食にいたるほど、精神的に追い詰められており、犯行時、善悪の判断が付かない状態に陥っていた」とする主張が認められ、懲役5年に減刑された。殺害された市議会議員が同性愛者であったことに対する偏見が複数人殺害の量刑としては異例ともいえる評決の背景にあると指摘されている点を始め、犯罪行為を裁く場において必ずしも専門家でない者の判断が優先される陪審制の問題点も関係している。
このエピソードが、「ジャンク・フードを過食したことにより、犯行時、善悪の判断がつかない状態に陥っていた」との抗弁が認められた事件として広まり、当時のアメリカで人気だったジャンクフードのトゥインキー（スポンジケーキ菓子の一種）の名前をとって、トゥインキー・ディフェンス（Twinkie defense）と呼ばれるようになった。